# Tupały Małe
Tupały Małe (biał. Малыя Тупалы; ros. Малые Туполы) – wieś na Białorusi, w rejonie korelickim obwodu grodzieńskiego, około 8 km na południowy zachód od Korelicz i około 15 km na południowy wschód od Nowogródka.
Tupały Małe i Tupały Wielkie były co najmniej do XVII wieku jedną wsią. Ich centra są odległe od siebie o około 1 km: Tupały Wielkie są na południe od Tupał Małych.

## Historia
W 1392 roku wielki książę litewski Witold nadał Tupały za zasługi Tatarzynowi Siatyjowi. W XVII wieku był to majątek Maszkiewiczów, jeden z nich przegrał proces o pewną sumę w 1665 roku z metropolitą kijowskim Gabrielem Kolendą.
Po III rozbiorze Polski w 1795 roku Tupały, wcześniej należące do powiatu nowogródzkiego województwa nowogródzkiego Rzeczypospolitej, znalazły się na terenie powiatu nowogródzkiego (ujezdu), wchodzącego w skład kolejno guberni: słonimskiej, litewskiej, grodzieńskiej i mińskiej Imperium Rosyjskiego. Po ustabilizowaniu się granicy polsko-radzieckiej w 1921 roku Tupały wróciły do Polski, weszły w skład gminy Korelicze, od 1945 roku – w ZSRR, od 1991 roku – na terenie Republiki Białorusi.
W 2009 roku wieś Tupały Małe liczyła 15 mieszkańców.